# Skymnäs–Munkfors Järnväg
Skymnäs-Munkfors Järnväg (SMJ) var en järnväg mellan Björndalsbron på Nordmark–Klarälvens Järnväg (NKlJ) och Munkfors.

## Historia
Styrelsens medlemmar i Uddeholms aktiebolag sökte personligen en koncession för en järnväg mellan Munkfors och omlastningsplatsen mellan järnväg och båttransport på Klarälven vid Skymnäs. Järnvägen skulle förbättra transporterna av råvaror till bruket i Munkfors. Koncession beviljades 9 augusti 1889 och överfördes till Skymnäs–Munkfors Järnvägaktiebolag som Uddeholms aktiebolag ägde till 40 %. Järnvägen gick inte till Skymnäs istället anslöt den till NKlJ vid Björndalsbron. Banan öppnades för trafik den 1 oktober 1890 och samma dag arrenderades den till NKlJ. Nordmark–Klarälvens Järnvägar, också med signaturen NKlJ, köpte SNJ den 1 oktober 1921.
För fortsättningen se Nordmark–Klarälvens Järnvägar.
Omlastningsplatsen vid Klarälven användes inte efter 1904 då fortsättning till Karlstad och Skoghall var färdigbyggd. Banan mellan Skymnäs (Skymnäsboden) och Björndalsbron blev som en följd nedlagd den 1 april 1904.